# Edmund Schuchardt
Edmund Schuchardt (* 27. Januar 1889 in Leuben; † 10. September 1972 in Wachwitz; vollständiger Name: Wilhelm Edmund Schuchardt) war ein von den Nationalsozialisten verfolgter Architekt und Innenarchitekt in Dresden.

## Ausbildung

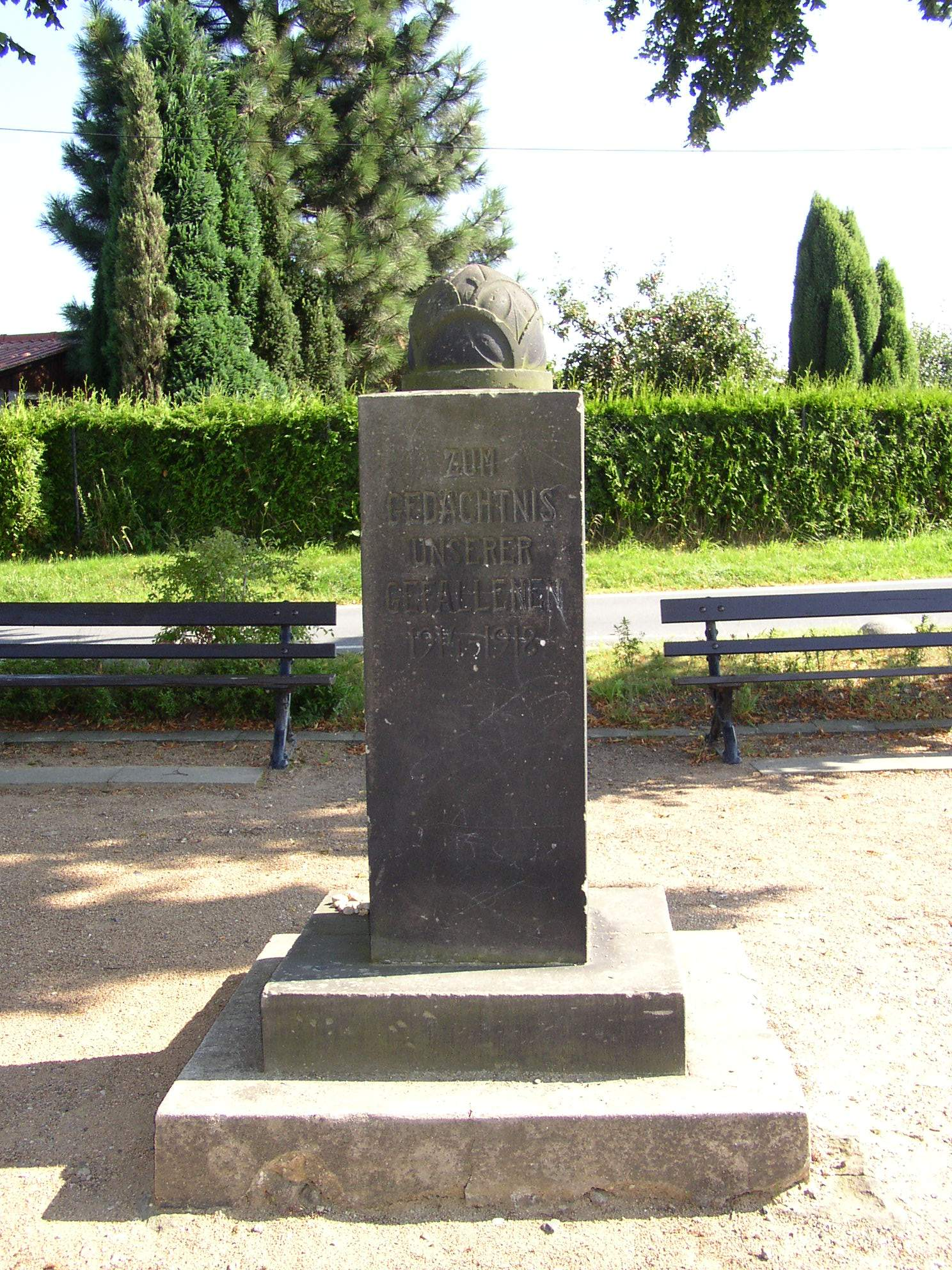
Denkmal an die Gefallenen des Ersten Weltkrieges in Rockau

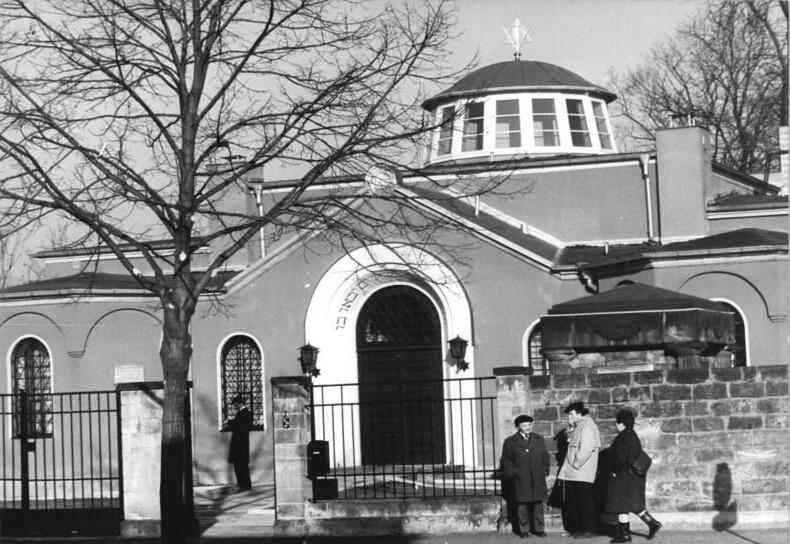
Synagoge Dresden-Johannstadt

Um 1910 besuchte Edmund Schuchardt gemeinsam mit Hermann Glöckner und dem späteren Grafiker Kurt Fiedler die Abendschule an der Kunstgewerbeschule Dresden. Hier wurden Studenten aus einfachen Verhältnissen gefördert, sie erhielten im Sinne des Deutschen Werkbundes eine Ausbildung in ästhetischer Produktgestaltung. Von 1912 bis 1917 war Schuchardt Meisterschüler bei William Lossow und Oskar Menzel an der Kunstgewerbeschule, von 1919 bis 1922 Student an der Akademie für Bildende Künste bei Heinrich Tessenow und Hans Poelzig.
Es gibt von 1927 ein Gruppenfoto von einem Künstlerfest an der Akademie, auf dem Schuchardt mit abgebildet ist.

## Leben
Schuchardt hielt auch während seiner freiberuflichen Tätigkeit weiterhin Kontakt zur Kunstakademie, zum Beispiel zu Otto Griebel und Theodor Rosenhauer. Nach 1930 bezog er mit seiner jüdischen Ehefrau Fanny (geb. Dubliner) eine Wohnung im Dürerbundhaus in Dresden-Blasewitz, wo sie sich eine Etage mit der Familie des Schwagers Kurt Fiedler teilten. Im Haus befanden sich damals noch die Diensträume von Kunstwart und Dürerbund. Mit dieser Adresse war Schuchardt zuletzt im Adressbuch 1943/44 als Architekt vermerkt. Das Dürerbundhaus ist am 13. Februar 1945 bei der Zerstörung Dresdens untergegangen. 
Weil sich Schuchardt nicht von seiner Ehefrau scheiden ließ, erteilten ihm die Nationalsozialisten Berufsverbot und deportierten ihn am 9. November 1944 zur Zwangsarbeit ins Bergwerk Osterode, aus der er von der amerikanischen Armee befreit wurde.  Fanny Schuchardt blieb der für den 16. Februar angesetzte Transport ins KZ erspart. Bis zum Kriegsende hielt sie sich versteckt und überlebte so als Jüdin in Dresden den Holocaust. Das Ehepaar Schuchardt wurde nach dem Zweiten Weltkrieg als Opfer des Faschismus (OdF) anerkannt.
1946 war Schuchardt auf der Kunstausstellung Sächsische Künstler vertreten. 1948 erhielt er an der Hochschule für Werkkunst Dresden, der Nachfolgerin der Kunstgewerbeschule, unter dem Rektor Mart Stam einen Lehrauftrag für Materialkunde. Wie Stam wurde auch Schuchardt in Auseinandersetzungen mit radikal-proletarischen Ansichten um Stams Pläne für eine radikale Neugestaltung der zerstörten Innenstadt Dresdens hineingezogen. Drei Jahre nach dem 1950 vollzogenen Zusammenschluss mit der Akademie für Bildende Künste zur Hochschule für Bildende Künste Dresden (HfBK) schied Schuchardt aus dem Lehramt aus. Er verbrachte seinen Lebensabend mit seiner Ehefrau in Wachwitz.  Die Grabstätte des Ehepaares Schuchardt befindet sich auf dem Loschwitzer Friedhof.

## Darstellung Schuchardts in der bildenden Kunst
- Karl Hanusch: Bildnis des Architekten Edmund Schuchardt (Pastell-Zeichnung, 1955)[9]

## Fotografische Darstellung Schuchardts
- Hildegard Jäckel: Porträt des Architekten Edmund Schuchardt (1957)[10]

## Werk
Zu Schuchardts wichtigsten Arbeitsgebieten zählte die Innenarchitektur. Bekannt geworden ist er aber vor allem für seine Mitwirkung an der Synagoge Dresden-Johannstadt. Auf Dresdner Kunstausstellungen war er wiederholt mit Architektur-Entwürfen und Zeichnungen vertreten, beispielsweise 1927 mit einem Entwurf für das Deutsche Hygiene-Museum. In Rockau schuf er das Denkmal zur Erinnerung an die Gefallenen des Ersten Weltkriegs, in Wachwitz die Siedlung Hottenrothstraße.